# مقاطعة بيوريا (إلينوي)
مقاطعة بيوريا (بالإنجليزية: Peoria County)‏ هي إحدى المقاطعات في ولاية إلينوي في الولايات المتحدة الأمريكية.

## معرض صور

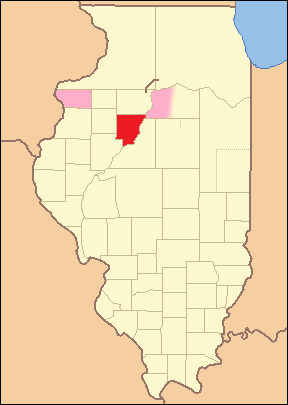
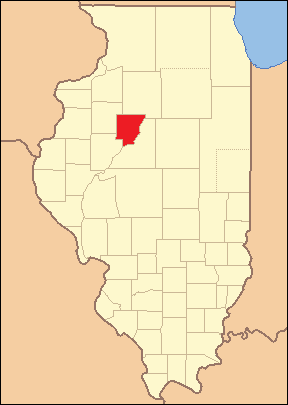
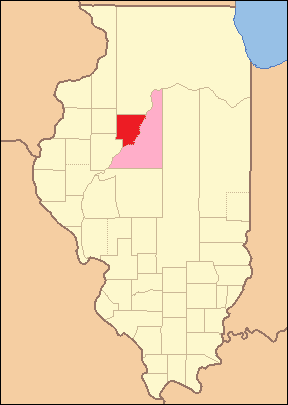
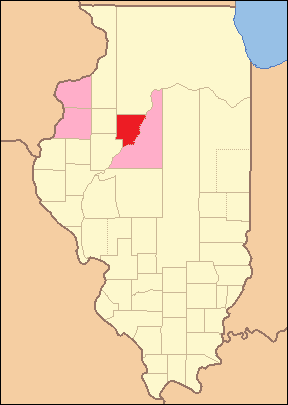
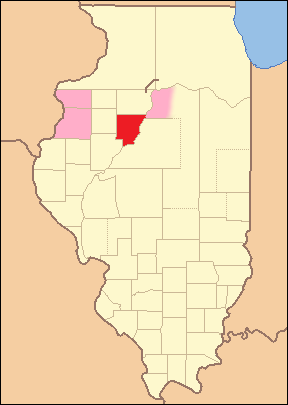

## أعلام
- ميخائيل كونيل